# Гидра: Затерянный остров
«Гидра: Затерянный остров» (англ. Hydra: The Lost Island) — американский телевизионный фильм ужасов 2009 года.

## Сюжет
На вулканическом острове где-то в Средиземном море Винсент Кэмден организовывает необычное развлечение для группы миллионеров — он предлагает им поучаствовать в охоте на четверых преступников, каждый из которых в прошлом как-то навредил «охотникам». Однако планам Кэмдена может помешать несколько деталей: среди жертв находится бывший морпех и эксперт по выживанию в подобных ситуациях Тим Нолан, а на острове обитает Гидра, чудовище из древнегреческих мифов. Охотники становятся добычей, а Нолану предстоит спастись с острова, на котором к тому же проснулся вулкан.

## В ролях
- Джордж Сталтс — Тим Нолан
- Доун Оливьери — Гвен Расселл
- Майкл Шеймус Уайлз — капитан Свит
- Алекс МакАртур — Винсент Кэмден
- Тексас Бэттл — Ронни Каплан
- Полли Шеннон — доктор Валери Кэммон
- Джеймс Уилчек — Боб Крик
- Рикко Росс — Броутон
- Рорк Критчлоу — Шон Тротта
- Уильям Грегори Ли — Кларенс Элкинс

## Критика
Кристофер Армстэд из Film Critics United в целом положительно оценил фильм.